# Škval
VA-111 Škval (Vichřice), ruské označení ВА-111 'Шквал' (anglické VA-111 'Shkval') je torpédo s raketovým pohonem (čili podvodní raketa), vystřelované z ponorek. Zbraň je od roku 1990 ve vybavení armády Ruské federace.
Torpédo je kuželovitého tvaru se zúženou špicí, poháněné raketovým pohonem, který funguje na principu jevu zvaného superkavitace, při kterém kolem torpéda díky exotermické reakci peroxidu vodíku a manganistanu vápenatého vzniká plynová kapsa. V zadní části se nacházejí čtyři výklopná kormidla, která plní dvě funkce: jednak torpédo podle povelů z gyroskopů řídí, jednak usměrňují obtékání torpéda plynem. Dostřel činí 7 000 metrů. Rychlost torpéda je až 100 m/s.
Torpédo se vyrábí ve státní továrně v Kyrgyzstánu. V roce 2012 ruská vláda požádala o vlastnictví 75 % závodu výměnou za odepsání masivního kyrgyzského dluhu vůči Rusku.